# جميع النماذج خاطئة
"جميع النماذج خاطئة" هي مقولة شائعة في الإحصاء. وكثيراً ما يتم توسيعها على أنها "جميع النماذج خاطئة، ولكن بعضها مفيد". وتقر المقولة بأن النماذج الإحصائية لا ترقى دائماً إلى مستوى تعقيدات الواقع ولكنها قد تكون مفيدة رغم ذلك. وتُنسب المقولة عموماً إلى جورج بوكس، الإحصائي البريطاني، على الرغم من أن المفهوم الأساسي يعود إلى ما قبل كتابات بوكس.